# 222 Second Street
222 Second Street es un rascacielos de oficinas de 110 metros de altura en el distrito sur de Market de la ciudad de San Francisco, situada al oeste del estado del estado de California (Estados Unidos). Está alquilado por la empresa de redes sociales LinkedIn (con sede en las cercanías de Sunnyvale).

## Descripción
Desarrollado por Tishman Speyer y diseñado por Thomas Phifer, el rascacielos se planeó para proporcionar 41,825.8 m² de espacio para oficinas, 205.2 m² de tiendas minoristas en la planta baja y 800 m² de espacio abierto. espacio accesible al público, en la esquina sur de las calles Second y Howard. La construcción comenzó en agosto de 2013, aún sin un inquilino a mano.
En abril de 2014, LinkedIn anunció que alquilaría el edificio por una suma no revelada, para albergar hasta 2.500 de sus empleados, con un contrato de arrendamiento por 10 años. El objetivo era unir a todo su personal de San Francisco (1.250 personas en enero de 2016) en un edificio, reunir a los empleados de ventas y marketing con el equipo de investigación y desarrollo.
El edificio se completó en agosto de 2014 y se inauguró en marzo de 2016, y el personal de LinkedIn se mudó por etapas hasta 2017.
La planta baja está abierta al público en horario laboral, como espacio público de propiedad privada. Cuenta con tres grandes obras de arte de Frank Stella, de acuerdo con la propuesta de arte público de los desarrolladores a la Comisión de Planificación de la ciudad, con un precio de compra de 1 millón de dólares que iguala el 1% de los "costos de construcción" totales.

## Recepción crítica
El crítico de arquitectura del San Francisco Chronicle, John King, caracterizó el edificio como "severo pero elegante" y expresó su aprecio por la disposición de los "paneles de vidrio superpuesto de 6 pies de ancho y 13 pies de alto [que] cubren una forma que comienza como una cuclilla 16- rectángulo de pisos y concluye como un cuadrado de 10 pisos. En los cuatro pisos inferiores, el patrón de tejas se abanica hacia la derecha; los paneles del quinto piso son planos, uno al lado del otro, y luego las tejas se reanudan al revés, volteándose firmemente hacia la izquierda. los pisos superiores invierten el patrón una vez más ".
Sin embargo, aunque reconoció su atractivo en ciertas situaciones de luz (" una mezcla a gran escala de reflejos vívidos "), King criticó su color oscuro (evocando una" tristeza apagada "en los días nublados ). Y reprendió el edificio - "diseñado y construido por neoyorquinos" - por estar estéticamente fuera de lugar en Second Street, "una presencia alienígena en un entorno bien establecido donde otros edificios recientes han hecho todo lo posible para agregar al ambiente".